# Mount Marsden
Mount Marsden ist ein 600 m hoher und felsiger Berg im ostantarktischen Mac-Robertson-Land. In den Gustav Bull Mountains ragt er 5 km südwestlich des Mount Rivett auf.
Teilnehmer der British Australian and New Zealand Antarctic Research Expedition (1929–1931) landeten am 13. Februar 1931 mit einem Flugzeug nahe dem benachbarten Scullin-Monolithen. Sie benannten den hier beschriebenen Berg nach dem britischen Physiker Ernest Marsden (1889–1970), Direktor des Ministeriums für wissenschaftliche und industrielle Forschung in Neuseeland.